# Annapurna Devi
Annapurna Devi (Maihar, 16 april 1927 – Mumbai, 13 oktober 2018) was een Indiaas muzikante en muzieklerares die de sitar en de surbahar (bassitar) bespeelde.

## Levensloop
Annapurna Devi werd geboren als Roshana Khan. Ze kwam uit een familie van bekende musici en muziekgoeroes. Zij was de dochter van Allaudin Khan. Haar ooms Fakir Aftabuddin Khan en Ayet Ali Khan waren bekende musici in het tegenwoordige Bangladesh. Haar broer Ali Akbar Khan bespeelde de sarod en was zeer populair en invloedrijk, ook in de Verenigde Staten. Devi kreeg vanaf haar vijfde jaar les van haar vader.
Ze trouwde in 1941 op 14-jarige leeftijd met sitarspeler Ravi Shankar, een leerling van haar vader. Voor het huwelijk, dat later door beiden bestempeld werd als een gearrangeerd huwelijk, bekeerde zij zich van de islam tot het hindoeïsme en wijzigde ze haar naam. Hun zoon Shubhendra Shankar (1942-1992) was ook een musicus. Annapurna Devi trad verschillende keren op samen met haar echtgenoot. Ze zette daarnaast de school van haar vader voort. Nadat zij en Shankar in 1962 uit elkaar gingen, trok zij zich terug uit het openbare leven en richtte zij zich op het lesgeven. Tot haar leerlingen behoorden Hariprasad Chaurasia, Nityanand Haldipur, Nikhil Banerjee, Amit Bhattacharya, Pradeep Barot, Sudhir Phadke, Sandhya Apte en Saswatti Saha. In de jaren zeventig had ze een ontmoeting met George Harrison, die als een van de weinige buitenstaanders haar na 1962 heeft zien musiceren. Er bestaan geen plaatopnames van Devi.
De scheiding met Shankar werd pas in 1982 formeel uitgesproken. Devi trouwde kort daarop met Rooshikumar Pandya (1939-2013), een psycholoog en managementwetenschapper die vanaf 1973 sitarles van haar kreeg. Ze overleed in 2018 op 91-jarige leeftijd in een ziekenhuis in Mumbai.

## Onderscheidingen
Annapurna Devi werd in 1977 onderscheiden met de Padma Bhushan, een onderscheiding voor verdiensten aan India. In 1991 kreeg ze de Sangeet Natak Akademi Award, een hoge Indiase onderscheiding voor uitvoerende kunsten. In 2004 werd ze benoemd tot levenslang lid (Ratna) van de Sangeet Natak Akademi.
- Gemeinsame Normdatei: 131533576
- International Standard Name Identifier: 0000 0000 7874 2283
- Library of Congress Control Number: n2005207710
- MusicBrainz: 0414ec9e-bc54-4402-9990-8afed2024ec3
- Virtual International Authority File: 51106608
- WorldCat: E39PBJgMyThvwbTgb86tM7CCwC